# Première circonscription de la Drôme
La première circonscription de la Drôme est l'une des quatre circonscriptions législatives françaises que compte le département de la Drôme (26) situé en région Rhône-Alpes. 

## Description géographique et démographique

### De 1958 à 1986

Carte de la première circonscription de la Drôme de 1958 à 1986

Le département n'avait que trois circonscriptions. La première circonscription était composée de :
- Canton de Chabeuil
- Canton de La Chapelle-en-Vercors
- Canton de Châtillon-en-Diois
- Canton de Crest-Nord
- Canton de Crest-Sud
- Canton de Die
- Canton de Luc-en-Diois
- Canton de Saillans
- Canton de Valence

Réf. Journal Officiel du 13-14 Octobre 1958.

### Depuis 1988
La première circonscription de la Drôme est délimitée par le découpage électoral de la loi n°86-1197 du 24 novembre 1986
, elle regroupe les divisions administratives suivantes (17 communes) : 
- Canton de Bourg-lès-Valence
- Canton de Tain-l'Hermitage
- Canton de Valence-1
- Canton de Valence-2
- Canton de Valence-3
- Canton de Valence-4.

D'après le recensement général de la population en 2022, réalisé par l'Institut national de la statistique et des études économiques (INSEE), la population totale de cette circonscription est estimée à 114 955 habitants,.

| Nom                      | Code Insee | Intercommunalité        | Superficie (km2) | Population (dernière pop. légale) | Densité (hab./km2) |
| ------------------------ | ---------- | ----------------------- | ---------------- | --------------------------------- | ------------------ |
| Beaumont-Monteux         | 26038      | CA Arche Agglo          | 13,37            | 1 379 (2022)                      | 103                |
| Bourg-lès-Valence        | 26058      | CA Valence Romans Agglo | 20,3             | 19 872 (2022)                     | 979                |
| Chanos-Curson            | 26071      | CA Arche Agglo          | 8,18             | 1 177 (2022)                      | 144                |
| Chantemerle-les-Blés     | 26072      | CA Arche Agglo          | 15,39            | 1 342 (2022)                      | 87                 |
| Crozes-Hermitage         | 26110      | CA Arche Agglo          | 5,48             | 653 (2022)                        | 119                |
| Érôme                    | 26119      | CA Arche Agglo          | 7,33             | 835 (2022)                        | 114                |
| Gervans                  | 26380      | CA Arche Agglo          | 3,28             | 545 (2022)                        | 166                |
| Granges-les-Beaumont     | 26379      | CA Valence Romans Agglo | 7,51             | 904 (2022)                        | 120                |
| Larnage                  | 26156      | CA Arche Agglo          | 9,08             | 1 029 (2022)                      | 113                |
| La Roche-de-Glun         | 26271      | CA Arche Agglo          | 12,79            | 3 579 (2022)                      | 280                |
| Mercurol-Veaunes         | 26179      | CA Arche Agglo          | 25,01            | 2 828 (2022)                      | 113                |
| Pont-de-l'Isère          | 26250      | CA Arche Agglo          | 10,09            | 3 683 (2022)                      | 365                |
| Saint-Marcel-lès-Valence | 26313      | CA Valence Romans Agglo | 15,05            | 6 214 (2022)                      | 413                |
| Serves-sur-Rhône         | 26341      | CA Arche Agglo          | 6,49             | 737 (2022)                        | 114                |
| Tain-l'Hermitage         | 26347      | CA Arche Agglo          | 4,85             | 5 890 (2022)                      | 1 214              |
| Valence                  | 26362      | CA Valence Romans Agglo | 36,69            | 64 288 (2022)                     | 1 752              |

## Historique des députations
| Législature | Début de mandat | Fin de mandat  | Député           | Parti politique | Observations                                                                           |
| ----------- | --------------- | -------------- | ---------------- | --------------- | -------------------------------------------------------------------------------------- |
| IXe         | 23 juin 1988    | 1er avril 1993 | Roger Léron,     | PS,             |                                                                                        |
| Xe          | 2 avril 1993    | 21 avril 1997  | Patrick Labaune, | RPR,            | Mandat écourté à la suite d'une dissolution parlementaire décidée par Jacques Chirac.  |
| XIe         | 12 juin 1997    | 18 juin 2002   | Michèle Rivasi,  | PS,             |                                                                                        |
| XIIe        | 19 juin 2002    | 19 juin 2007   | Patrick Labaune, | UMP,            | Maire de Valence                                                                       |
| XIIIe       | 20 juin 2007    | 19 juin 2012   | Patrick Labaune, | UMP,            | Conseiller régional                                                                    |
| XIVe        | 20 juin 2012    | 20 juin 2017   | Patrick Labaune, | UMP/LR,         | Conseiller régional / Conseiller départemental                                         |
| XVe         | 21 juin 2017    | 21 juin 2022   | Mireille Clapot  | LREM            |                                                                                        |
| XVIe        | 22 juin 2022    | 9 juin 2024    | Mireille Clapot  | LREM-Ensemble   | Mandat écourté à la suite d'une dissolution parlementaire décidée par Emmanuel Macron. |
| XVIIe       | 8 juillet 2024  | En cours       | Paul Christophle | PS              |                                                                                        |

## Historique des élections

### Élections de 1958
| Candidat       | Candidat                  | Parti          | Premier tour | Premier tour | Second tour | Second tour |  |
| Candidat       | Candidat                  | Parti          | Voix         | %            | Voix        | %           |  |
| -------------- | ------------------------- | -------------- | ------------ | ------------ | ----------- | ----------- |  |
|                | Maurice-René Simonnet élu | MRP            | 10 418       | 22,39        | 14 567      | 30,74       |  |
|                | Maurice Michel            | PCF            | 9 834        | 21,13        | 10 754      | 22,69       |  |
|                | Maurice Vérillon          | SFIO           | 8 044        | 17,29        | 9 558       | 20,17       |  |
|                | Roger Ribadeau-Dumas      | UNR            | 7 488        | 16,09        | 12 515      | 26,41       |  |
|                | Jean Perdrix              | Radsoc         | 7 439        | 15,99        | Retrait     | Retrait     |  |
|                | Germaine Burgaz           | CNIP           | 3 311        | 7,12         | Retrait     | Retrait     |  |
|                |                           |                |              |              |             |             |  |
| Inscrits       | Inscrits                  | Inscrits       | 62 653       | 100,00       | 62 647      | 100,00      |  |
| Abstentions    | Abstentions               | Abstentions    | 15 348       | 24,5         | 14 821      | 23,66       |  |
| Votants        | Votants                   | Votants        | 47 305       | 75,5         | 47 826      | 76,34       |  |
| Blancs et nuls | Blancs et nuls            | Blancs et nuls | 771          | 1,63         | 432         | 0,9         |  |
| Exprimés       | Exprimés                  | Exprimés       | 46 534       | 98,37        | 47 394      | 99,1        |  |

Charles Sauvajon, adjoint au maire de Valence était le suppléant de Maurice-René Simonnet.

### Élections de 1962
| Candidat       | Candidat                      | Parti          | Premier tour | Premier tour | Second tour | Second tour |  |
| Candidat       | Candidat                      | Parti          | Voix         | %            | Voix        | %           |  |
| -------------- | ----------------------------- | -------------- | ------------ | ------------ | ----------- | ----------- |  |
|                | Roger Ribadeau-Dumas élu      | UNR-UDT        | 12 064       | 29           | 17 652      | 39,42       |  |
|                | Gabriel Coullaud              | PCF            | 9 756        | 23,46        | 15 846      | 35,38       |  |
|                | Maurice-René Simonnet sortant | MRP            | 9 046        | 21,75        | 11 284      | 25,2        |  |
|                | Jean Perdrix                  | Radsoc         | 5 492        | 13,2         | Retrait     | Retrait     |  |
|                | Jean Pommier                  | SFIO           | 4 047        | 9,73         | Retrait     | Retrait     |  |
|                | Rémy Pernin                   | UFF            | 1 189        | 2,86         |             |             |  |
|                |                               |                |              |              |             |             |  |
| Inscrits       | Inscrits                      | Inscrits       | 65 446       | 100,00       | 65 454      | 100,00      |  |
| Abstentions    | Abstentions                   | Abstentions    | 22 953       | 35,07        | 19 592      | 29,93       |  |
| Votants        | Votants                       | Votants        | 42 493       | 64,93        | 45 862      | 70,07       |  |
| Blancs et nuls | Blancs et nuls                | Blancs et nuls | 899          | 2,12         | 1 080       | 2,35        |  |
| Exprimés       | Exprimés                      | Exprimés       | 41 594       | 97,88        | 44 782      | 97,65       |  |

Le suppléant de Roger Ribadeau-Dumas était Charles Regimbeau, masseur.

### Élections de 1967
| Candidat       | Candidat                           | Parti          | Premier tour | Premier tour | Second tour | Second tour |  |
| Candidat       | Candidat                           | Parti          | Voix         | %            | Voix        | %           |  |
| -------------- | ---------------------------------- | -------------- | ------------ | ------------ | ----------- | ----------- |  |
|                | Roger Ribadeau-Dumas sortant réélu | UD-Ve          | 16 851       | 31,34        | 26 752      | 50,42       |  |
|                | Gabriel Coullaud                   | PCF            | 13 343       | 24,82        | 26 311      | 49,58       |  |
|                | Maurice-René Simonnet              | CD (PDM)       | 9 273        | 17,25        | Retrait     | Retrait     |  |
|                | Jean Perdrix                       | FGDS (Radical) | 7 741        | 14,4         | Retrait     | Retrait     |  |
|                | Gilles Martinet                    | PSU            | 6 557        | 12,2         |             |             |  |
|                |                                    |                |              |              |             |             |  |
| Inscrits       | Inscrits                           | Inscrits       | 70 292       | 100,00       | 70 292      | 100,00      |  |
| Abstentions    | Abstentions                        | Abstentions    | 15 471       | 22,01        | 14 501      | 20,63       |  |
| Votants        | Votants                            | Votants        | 54 821       | 77,99        | 55 791      | 79,37       |  |
| Blancs et nuls | Blancs et nuls                     | Blancs et nuls | 1 056        | 1,93         | 2 728       | 4,89        |  |
| Exprimés       | Exprimés                           | Exprimés       | 53 765       | 98,07        | 53 063      | 95,11       |  |

Raymond Bonnardel, secrétaire général de l'UDR de la Drôme était le suppléant de Roger Ribadeau-Dumas.

### Élections de 1968
| Candidat       | Candidat                           | Parti          | Premier tour | Premier tour | Second tour | Second tour |  |
| Candidat       | Candidat                           | Parti          | Voix         | %            | Voix        | %           |  |
| -------------- | ---------------------------------- | -------------- | ------------ | ------------ | ----------- | ----------- |  |
|                | Roger Ribadeau-Dumas sortant réélu | UDR (URP)      | 21 574       | 40,48        | 29 208      | 58,05       |  |
|                | Gabriel Coullaud                   | PCF            | 12 890       | 24,19        | 21 104      | 41,95       |  |
|                | Gérard Gaud                        | FGDS (SFIO)    | 9 893        | 18,56        | Retrait     | Retrait     |  |
|                | Maurice-René Simonnet              | CD (PDM)       | 8 934        | 16,76        | Retrait     | Retrait     |  |
|                |                                    |                |              |              |             |             |  |
| Inscrits       | Inscrits                           | Inscrits       | 70 794       | 100,00       | 70 777      | 100,00      |  |
| Abstentions    | Abstentions                        | Abstentions    | 16 717       | 23,61        | 18 077      | 25,54       |  |
| Votants        | Votants                            | Votants        | 54 077       | 76,39        | 52 700      | 74,46       |  |
| Blancs et nuls | Blancs et nuls                     | Blancs et nuls | 786          | 1,45         | 2 388       | 4,53        |  |
| Exprimés       | Exprimés                           | Exprimés       | 53 291       | 98,55        | 50 312      | 95,47       |  |

Le suppléant de Roger Ribadeau-Dumas était Raymond Bonnardel.

### Élections de 1973
| Candidat       | Candidat                           | Parti          | Premier tour | Premier tour | Second tour | Second tour |  |
| Candidat       | Candidat                           | Parti          | Voix         | %            | Voix        | %           |  |
| -------------- | ---------------------------------- | -------------- | ------------ | ------------ | ----------- | ----------- |  |
|                | Roger Ribadeau-Dumas sortant réélu | UDR (URP)      | 20 084       | 33,71        | 30 883      | 51,05       |  |
|                | Gabriel Coullaud                   | PCF            | 14 564       | 24,45        | 29 610      | 48,95       |  |
|                | Rodolphe Pesce                     | PS (UGSD)      | 14 012       | 23,52        | Retrait     | Retrait     |  |
|                | Maurice-René Simonnet              | CD (MR)        | 9 464        | 15,89        | Retrait     | Retrait     |  |
|                | André Moulin                       | LO             | 1 437        | 2,41         |             |             |  |
|                | M. Paradon                         | Régionaliste   | 10           | 0,02         |             |             |  |
|                |                                    |                |              |              |             |             |  |
| Inscrits       | Inscrits                           | Inscrits       | 76 981       | 100,00       | 76 940      | 100,00      |  |
| Abstentions    | Abstentions                        | Abstentions    | 9 179        | 11,92        | 13 556      | 17,62       |  |
| Votants        | Votants                            | Votants        | 67 802       | 88,08        | 63 384      | 82,38       |  |
| Blancs et nuls | Blancs et nuls                     | Blancs et nuls | 8 231        | 12,14        | 2 891       | 4,56        |  |
| Exprimés       | Exprimés                           | Exprimés       | 59 571       | 87,86        | 60 493      | 95,44       |  |

Pierre Tarriotte, ancien résistant  était le suppléant de Roger Ribadeau-Dumas.

### Élections de 1978
| Candidat       | Candidat                     | Parti          | Premier tour | Premier tour | Second tour | Second tour |  |
| Candidat       | Candidat                     | Parti          | Voix         | %            | Voix        | %           |  |
| -------------- | ---------------------------- | -------------- | ------------ | ------------ | ----------- | ----------- |  |
|                | Rodolphe Pesce élu           | PS             | 21 493       | 29,4         | 40 349      | 53,42       |  |
|                | Roger Ribadeau-Dumas sortant | RPR            | 15 273       | 20,89        | 35 177      | 46,58       |  |
|                | Yvonne Allégret              | PCF            | 12 984       | 17,76        | Retrait     | Retrait     |  |
|                | Claude Peyrat                | UDF (CDS)      | 11 480       | 15,7         | Retrait     | Retrait     |  |
|                | Marc Trouilloud              | Écologie 78    | 4 863        | 6,65         |             |             |  |
|                | Jacques Estour               | Divers droite  | 3 587        | 4,91         |             |             |  |
|                | Michel Brun                  | Extrême droite | 840          | 1,15         |             |             |  |
|                | Gilbert Claudot              | LO             | 792          | 1,08         |             |             |  |
|                | Germaine Burgaz              | FN             | 709          | 0,97         |             |             |  |
|                | Aldo Péraldi                 | PFN            | 590          | 0,81         |             |             |  |
|                | Michel Cros                  | OCT            | 489          | 0,67         |             |             |  |
|                |                              |                |              |              |             |             |  |
| Inscrits       | Inscrits                     | Inscrits       | 91 109       | 100,00       | 91 093      | 100,00      |  |
| Abstentions    | Abstentions                  | Abstentions    | 16 775       | 18,41        | 13 776      | 15,12       |  |
| Votants        | Votants                      | Votants        | 74 334       | 81,59        | 77 317      | 84,88       |  |
| Blancs et nuls | Blancs et nuls               | Blancs et nuls | 1 234        | 1,66         | 1 791       | 2,32        |  |
| Exprimés       | Exprimés                     | Exprimés       | 73 100       | 98,34        | 75 526      | 97,68       |  |

Marcel Bonniot, maire de Die était le suppléant de Rodolphe Pesce.

### Élections de 1981
| Candidat       | Candidat                     | Parti          | Premier tour | Premier tour | Second tour | Second tour |  |
| Candidat       | Candidat                     | Parti          | Voix         | %            | Voix        | %           |  |
| -------------- | ---------------------------- | -------------- | ------------ | ------------ | ----------- | ----------- |  |
|                | Rodolphe Pesce sortant réélu | PS             | 29 162       | 47,25        | 40 530      | 60,63       |  |
|                | Jacques Estour               | UDF (UNM)      | 15 299       | 24,79        | 26 313      | 39,37       |  |
|                | Jacques Dacqmine             | RPR (UNM)      | 7 646        | 12,39        |             |             |  |
|                | Yvonne Allègret              | PCF            | 7 436        | 12,05        |             |             |  |
|                | Jean Delhomme                | PSU            | 1 119        | 1,81         |             |             |  |
|                | Germaine Burgaz              | FN             | 1 053        | 1,71         |             |             |  |
|                |                              |                |              |              |             |             |  |
| Inscrits       | Inscrits                     | Inscrits       | 94 328       | 100,00       | 94 318      | 100,00      |  |
| Abstentions    | Abstentions                  | Abstentions    | 31 733       | 33,64        | 26 297      | 27,88       |  |
| Votants        | Votants                      | Votants        | 62 595       | 66,36        | 68 021      | 72,12       |  |
| Blancs et nuls | Blancs et nuls               | Blancs et nuls | 880          | 1,41         | 1 178       | 1,73        |  |
| Exprimés       | Exprimés                     | Exprimés       | 61 715       | 98,59        | 66 843      | 98,27       |  |

Marcel Bonniot, maire de Die était le suppléant de Rodolphe Pesce.

### Élections de 1988
| Candidat       | Candidat             | Parti          | Premier tour | Premier tour | Second tour | Second tour |  |
| Candidat       | Candidat             | Parti          | Voix         | %            | Voix        | %           |  |
| -------------- | -------------------- | -------------- | ------------ | ------------ | ----------- | ----------- |  |
|                | Roger Léron élu      | PS             | 16 696       | 42,68        | 22 778      | 52,11       |  |
|                | Régis Parent sortant | RPR (URC)      | 14 964       | 38,25        | 20 930      | 47,89       |  |
|                | André Haselbauer     | FN             | 4 672        | 11,94        |             |             |  |
|                | Yvonne Allégret      | PCF            | 2 790        | 7,13         |             |             |  |
|                |                      |                |              |              |             |             |  |
| Inscrits       | Inscrits             | Inscrits       | 63 456       | 100,00       | 63 454      | 100,00      |  |
| Abstentions    | Abstentions          | Abstentions    | 23 664       | 37,29        | 18 698      | 29,47       |  |
| Votants        | Votants              | Votants        | 39 792       | 62,71        | 44 756      | 70,53       |  |
| Blancs et nuls | Blancs et nuls       | Blancs et nuls | 670          | 1,68         | 1 048       | 2,34        |  |
| Exprimés       | Exprimés             | Exprimés       | 39 122       | 98,32        | 43 708      | 97,66       |  |

Maurice Alloncle, conseiller général du canton de Tain-l'Hermitage, maire de Chanos-Curson puis de Tain-l'Hermitage, était le suppléant de Roger Léron.

### Élections de 1993
| Candidat       | Candidat              | Parti          | Premier tour | Premier tour | Second tour | Second tour |  |
| Candidat       | Candidat              | Parti          | Voix         | %            | Voix        | %           |  |
| -------------- | --------------------- | -------------- | ------------ | ------------ | ----------- | ----------- |  |
|                | Patrick Labaune élu   | RPR (UPF)      | 17 083       | 40,93        | 24 747      | 58,42       |  |
|                | Roger Léron sortant   | PS (ADFP)      | 9 799        | 23,48        | 17 615      | 41,58       |  |
|                | René Lauer            | FN             | 5 603        | 13,43        |             |             |  |
|                | Annie Viel-Puech      | GÉ (EÉ)        | 4 604        | 11,03        |             |             |  |
|                | Yvonne Allégret       | PCF            | 2 506        | 6            |             |             |  |
|                | Sylvie Crozet         | LO             | 801          | 1,92         |             |             |  |
|                | Jean Martinez         | CNIP           | 665          | 1,59         |             |             |  |
|                | Claudette Munoz       | Extrême droite | 364          | 0,87         |             |             |  |
|                | Jean-François Dottori | Divers         | 308          | 0,74         |             |             |  |
|                |                       |                |              |              |             |             |  |
| Inscrits       | Inscrits              | Inscrits       | 65 191       | 100,00       | 65 189      | 100,00      |  |
| Abstentions    | Abstentions           | Abstentions    | 21 430       | 32,87        | 19 898      | 30,52       |  |
| Votants        | Votants               | Votants        | 43 761       | 67,13        | 45 291      | 69,48       |  |
| Blancs et nuls | Blancs et nuls        | Blancs et nuls | 2 028        | 4,63         | 2 929       | 6,47        |  |
| Exprimés       | Exprimés              | Exprimés       | 41 733       | 95,37        | 42 362      | 93,53       |  |

Gilbert Bouchet, hôtelier, maire UDF de Tain-l'Hermitage, était le suppléant de Patrick Labaune.

### Élections de 1997
| Candidat       | Candidat                | Parti          | Premier tour | Premier tour | Second tour | Second tour |  |
| Candidat       | Candidat                | Parti          | Voix         | %            | Voix        | %           |  |
| -------------- | ----------------------- | -------------- | ------------ | ------------ | ----------- | ----------- |  |
|                | Patrick Labaune sortant | RPR            | 13 872       | 33,65        | 22 831      | 49,96       |  |
|                | Michèle Rivasi élue     | Les Verts (PS) | 13 576       | 32,93        | 22 865      | 50,04       |  |
|                | Joël Cheval             | FN             | 6 555        | 15,9         |             |             |  |
|                | François Chéret         | PCF            | 2 588        | 6,28         |             |             |  |
|                | Sylvie Crozet           | LO             | 1 018        | 2,47         |             |             |  |
|                | Rose Giannini           | GÉ             | 1 003        | 2,43         |             |             |  |
|                | François-Albert Brunet  | LDI (MPF)      | 848          | 2,06         |             |             |  |
|                | Michel Capelassse       | MÉI            | 449          | 1,09         |             |             |  |
|                | Max Canzian             | MDC            | 410          | 0,99         |             |             |  |
|                | Philippe Dannerolle     | Divers droite  | 315          | 0,76         |             |             |  |
|                | Halima Djebassi         | Divers         | 244          | 0,59         |             |             |  |
|                | Jules Remadi            | IR             | 205          | 0,5          |             |             |  |
|                | Périco Boucherlé        | Extrême droite | 142          | 0,34         |             |             |  |
|                |                         |                |              |              |             |             |  |
| Inscrits       | Inscrits                | Inscrits       | 64 887       | 100,00       | 64 886      | 100,00      |  |
| Abstentions    | Abstentions             | Abstentions    | 21 891       | 33,74        | 17 158      | 26,44       |  |
| Votants        | Votants                 | Votants        | 42 996       | 66,26        | 47 728      | 73,56       |  |
| Blancs et nuls | Blancs et nuls          | Blancs et nuls | 1 771        | 4,12         | 2 032       | 4,26        |  |
| Exprimés       | Exprimés                | Exprimés       | 41 225       | 95,88        | 45 696      | 95,74       |  |

Le suppléant de Michèle Rivasi était Émile Brunel, PS, cadre SNCF, conseiller général du canton de Valence-2, adjoint au maire de Valence.

### Élections de 2002
| Candidat       | Candidat                | Parti             | Premier tour | Premier tour | Second tour | Second tour |  |
| Candidat       | Candidat                | Parti             | Voix         | %            | Voix        | %           |  |
| -------------- | ----------------------- | ----------------- | ------------ | ------------ | ----------- | ----------- |  |
|                | Patrick Labaune élu     | UMP               | 17 300       | 39,62        | 22 893      | 55,99       |  |
|                | Michèle Rivasi sortante | PS (Les Verts)    | 14 875       | 34,07        | 17 993      | 44,01       |  |
|                | Joël Cheval             | FN                | 4 923        | 11,27        |             |             |  |
|                | Gilbert Bouchet         | UDF               | 3 420        | 7,83         |             |             |  |
|                | Alice Bochaton          | PCF               | 844          | 1,93         |             |             |  |
|                | Gérard Bouchet          | Pôle républicain  | 506          | 1,16         |             |             |  |
|                | Roger Riner             | LCR               | 421          | 0,96         |             |             |  |
|                | Alain Terno             | LO                | 229          | 0,52         |             |             |  |
|                | Marie-Claire Charre     | MNR               | 221          | 0,51         |             |             |  |
|                | Aimé Perrin             | LT-LNÉ            | 206          | 0,47         |             |             |  |
|                | François Albert-Brunet  | MPF               | 182          | 0,42         |             |             |  |
|                | Michel Capelasse        | MÉI               | 156          | 0,36         |             |             |  |
|                | Françoise Caruso        | MHAN              | 150          | 0,34         |             |             |  |
|                | Santino Rebecchi        | Divers écologiste | 147          | 0,34         |             |             |  |
|                | Joëlle Ricard           | GÉ                | 86           | 0,2          |             |             |  |
|                |                         |                   |              |              |             |             |  |
| Inscrits       | Inscrits                | Inscrits          | 68 306       | 100,00       | 68 305      | 100,00      |  |
| Abstentions    | Abstentions             | Abstentions       | 24 017       | 35,16        | 26 306      | 38,51       |  |
| Votants        | Votants                 | Votants           | 44 289       | 64,84        | 41 999      | 61,49       |  |
| Blancs et nuls | Blancs et nuls          | Blancs et nuls    | 623          | 1,41         | 1 113       | 2,65        |  |
| Exprimés       | Exprimés                | Exprimés          | 43 666       | 98,59        | 40 886      | 97,35       |  |

La suppléante de Patrick Labaune était Marlène Mourier, employée, de Bourg-lès-Valence.

### Élections de 2007
| Candidat       | Candidat                      | Parti          | Premier tour | Premier tour | Second tour | Second tour |  |
| Candidat       | Candidat                      | Parti          | Voix         | %            | Voix        | %           |  |
| -------------- | ----------------------------- | -------------- | ------------ | ------------ | ----------- | ----------- |  |
|                | Patrick Labaune sortant réélu | UMP            | 19 173       | 45,98        | 22 783      | 55,46       |  |
|                | Zabida Nakib-Colomb           | PS             | 8 569        | 20,55        | 18 295      | 44,54       |  |
|                | Michèle Rivasi                | Les Verts      | 5 486        | 13,15        |             |             |  |
|                | Danielle Persico              | UDF–MoDem      | 3 166        | 7,59         |             |             |  |
|                | Nathalie Franquet             | FN             | 1 966        | 4,71         |             |             |  |
|                | Marie-Odile Chevalier         | LCR            | 1 146        | 2,75         |             |             |  |
|                | Danielle Garnier              | PCF            | 849          | 2,04         |             |             |  |
|                | Laurence Baffert              | MPF            | 470          | 1,13         |             |             |  |
|                | Michel Capelasse              | MÉI            | 357          | 0,86         |             |             |  |
|                | Alain Terno                   | LO             | 295          | 0,71         |             |             |  |
|                | Geneviève Dussoulier          | Divers         | 226          | 0,54         |             |             |  |
|                |                               |                |              |              |             |             |  |
| Inscrits       | Inscrits                      | Inscrits       | 73 065       | 100,00       | 73 056      | 100,00      |  |
| Abstentions    | Abstentions                   | Abstentions    | 30 714       | 42,04        | 30 078      | 41,17       |  |
| Votants        | Votants                       | Votants        | 42 351       | 57,96        | 42 978      | 58,83       |  |
| Blancs et nuls | Blancs et nuls                | Blancs et nuls | 648          | 1,53         | 1 900       | 4,42        |  |
| Exprimés       | Exprimés                      | Exprimés       | 41 703       | 98,47        | 41 078      | 95,58       |  |

La suppléante de Patrick Labaune était Marlène Mourier.

### Élections de 2012
| Candidat       | Candidat                      | Parti                | Premier tour | Premier tour | Second tour | Second tour |  |
| Candidat       | Candidat                      | Parti                | Voix         | %            | Voix        | %           |  |
| -------------- | ----------------------------- | -------------------- | ------------ | ------------ | ----------- | ----------- |  |
|                | Patrick Labaune sortant réélu | UMP                  | 15 876       | 37,77        | 21 510      | 51,87       |  |
|                | Alain Maurice                 | PS                   | 14 524       | 34,56        | 19 957      | 48,13       |  |
|                | Richard Fritz                 | RBM (FN)             | 5 552        | 13,21        |             |             |  |
|                | Danielle Persico              | EÉLV                 | 2 556        | 6,08         |             |             |  |
|                | Sabrina Benama                | FG (Divers gauche) , | 2 050        | 4,88         |             |             |  |
|                | Rosalie Kerdo                 | CpF (MoDem)          | 990          | 2,36         |             |             |  |
|                | Simon Lambert-Bilinski        | NPA (ALT, MOC)       | 328          | 0,78         |             |             |  |
|                | Adèle Kopff                   | LO                   | 152          | 0,36         |             |             |  |
|                |                               |                      |              |              |             |             |  |
| Inscrits       | Inscrits                      | Inscrits             | 72 894       | 100,00       | 72 886      | 100,00      |  |
| Abstentions    | Abstentions                   | Abstentions          | 30 303       | 41,57        | 30 084      | 41,28       |  |
| Votants        | Votants                       | Votants              | 42 591       | 58,43        | 42 802      | 58,72       |  |
| Blancs et nuls | Blancs et nuls                | Blancs et nuls       | 563          | 1,32         | 1 335       | 3,12        |  |
| Exprimés       | Exprimés                      | Exprimés             | 42 028       | 98,68        | 41 467      | 96,88       |  |

### Élections de 2017
|                                                                          |                                                                              |                           |                           |                          |                          |
|                                                                          |                                                                              | Premier tour 11 juin 2017 | Premier tour 11 juin 2017 | Second tour 18 juin 2017 | Second tour 18 juin 2017 |
|                                                                          |                                                                              |                           |                           |                          |                          |
|                                                                          |                                                                              | Nombre                    | % des inscrits            | Nombre                   | % des inscrits           |
| Inscrits                                                                 | Inscrits                                                                     | 75 258                    | 100,00                    | 75 255                   | 100,00                   |
| Abstentions                                                              | Abstentions                                                                  | 39 678                    | 52,72                     | 44 840                   | 59,58                    |
| Votants                                                                  | Votants                                                                      | 35 580                    | 47,28                     | 30 415                   | 40,42                    |
|                                                                          |                                                                              |                           | % des votants             |                          | % des votants            |
| Bulletins blancs                                                         | Bulletins blancs                                                             | 550                       | 1,55                      | 2 609                    | 8,58                     |
| Bulletins nuls                                                           | Bulletins nuls                                                               | 250                       | 0,70                      | 1 004                    | 3,30                     |
| Suffrages exprimés                                                       | Suffrages exprimés                                                           | 34 780                    | 97,75                     | 26 802                   | 88,12                    |
|                                                                          |                                                                              |                           |                           |                          |                          |
| Candidat Étiquette politique (partis et alliances)                       | Candidat Étiquette politique (partis et alliances)                           | Voix                      | % des exprimés            | Voix                     | % des exprimés           |
|                                                                          |                                                                              |                           |                           |                          |                          |
|                                                                          | Mireille Clapot La République en marche !                                    | 10 170                    | 29,24                     | 15 248                   | 56,89                    |
|                                                                          | Bertrand Ract-Madoux Les Républicains (Union des démocrates et indépendants) | 6 559                     | 18,86                     | 11 554                   | 43,11                    |
|                                                                          | Bernard Sironneau Front national                                             | 4 216                     | 12,12                     |                          |                          |
|                                                                          | Karine Messina-Dautry La France insoumise                                    | 4 128                     | 11,87                     |                          |                          |
|                                                                          | Pierre-Jean Veyret Parti socialiste                                          | 3 735                     | 10,74                     |                          |                          |
|                                                                          | Annie Roche Europe Écologie Les Verts                                        | 1 691                     | 4,86                      |                          |                          |
|                                                                          | Aurélie Manini Divers                                                        | 1 197                     | 3,44                      |                          |                          |
|                                                                          | Hakim Madi Divers (Action Citoyenne)                                         | 724                       | 2,08                      |                          |                          |
|                                                                          | Joris Barrat Divers (Parti animaliste)                                       | 486                       | 1,40                      |                          |                          |
|                                                                          | Pascale Audin Debout la France                                               | 477                       | 1,37                      |                          |                          |
|                                                                          | Dominique Lormier Parti communiste français                                  | 396                       | 1,14                      |                          |                          |
|                                                                          | Antonin Bonnefoi Divers gauche (Mouvement républicain et citoyen)            | 306                       | 0,88                      |                          |                          |
|                                                                          | Bernadette Thomas Divers (Union populaire républicaine)                      | 240                       | 0,69                      |                          |                          |
|                                                                          | Adèle Kopff Lutte ouvrière                                                   | 179                       | 0,51                      |                          |                          |
|                                                                          | Marie-Laurence Martin Extrême droite (Souveraineté, Identité et Libertés)    | 165                       | 0,47                      |                          |                          |
|                                                                          | Eve Gimenez Parti radical de gauche (Génération écologie)                    | 111                       | 0,32                      |                          |                          |
| Source : Ministère de l'Intérieur - Première circonscription de la Drôme |                                                                              |                           |                           |                          |                          |

Le suppléant de Mireille Clapot était Louis Penot, assureur, de Valence, membre de l'UDI et du Parti radical.

### Élections de 2022
Les élections législatives françaises de 2022 se déroulent les dimanches 12 et 19 juin 2022.
|                                                    |                                                             |                           |                           |                          |                          |
|                                                    |                                                             | Premier tour 12 juin 2022 | Premier tour 12 juin 2022 | Second tour 19 juin 2022 | Second tour 19 juin 2022 |
|                                                    |                                                             |                           |                           |                          |                          |
|                                                    |                                                             | Nombre                    | % des inscrits            | Nombre                   | % des inscrits           |
| Inscrits                                           | Inscrits                                                    | 77 959                    | 100                       | 77 957                   | 100                      |
| Abstentions                                        | Abstentions                                                 | 41 353                    | 53,04                     | 42 332                   | 54,30                    |
| Votants                                            | Votants                                                     | 36 606                    | 46,96                     | 35 625                   | 45,70                    |
|                                                    |                                                             |                           | % des votants             |                          | % des votants            |
| Bulletins blancs                                   | Bulletins blancs                                            | 466                       | 1,27                      | 2 028                    | 5,69                     |
| Bulletins nuls                                     | Bulletins nuls                                              | 192                       | 0,52                      | 944                      | 2,65                     |
| Suffrages exprimés                                 | Suffrages exprimés                                          | 35 948                    | 98,20                     | 32 653                   | 91,66                    |
|                                                    |                                                             |                           |                           |                          |                          |
| Candidat Étiquette politique (partis et alliances) | Candidat Étiquette politique (partis et alliances)          | Voix                      | % des exprimés            | Voix                     | % des exprimés           |
|                                                    |                                                             |                           |                           |                          |                          |
|                                                    | Karim Chkeri Nouvelle Union populaire écologique et sociale | 10 058                    | 27,98                     | 14 884                   | 45,58                    |
|                                                    | Mireille Clapot* Ensemble !                                 | 7 353                     | 20,45                     | 17 769                   | 54,42                    |
|                                                    | Véronique Pugeat Les Républicains                           | 6 996                     | 19,46                     |                          |                          |
|                                                    | Philippe Tosello-Pace Rassemblement national                | 5 638                     | 15,68                     |                          |                          |
|                                                    | Bruno Casari Divers centre                                  | 1 700                     | 4,73                      |                          |                          |
|                                                    | Pascale Vincent Reconquête                                  | 1 644                     | 4,57                      |                          |                          |
|                                                    | Tifanie Piga Écologistes                                    | 1 007                     | 2,80                      |                          |                          |
|                                                    | Pierrick Brébant Droite souverainiste                       | 507                       | 1,41                      |                          |                          |
|                                                    | Samantha Rose Écologistes                                   | 471                       | 1,31                      |                          |                          |
|                                                    | Adèle Kopff Lutte ouvrière                                  | 335                       | 0,93                      |                          |                          |
|                                                    | Ozbay Pehlivan Divers gauche                                | 227                       | 0,63                      |                          |                          |
|                                                    | Charles Barjonet Divers                                     | 12                        | 0,03                      |                          |                          |
| * Députée sortante                                 |                                                             |                           |                           |                          |                          |

La suppléante de Mireille Clapot était Anne-Laure Thibaut, ancienne adjointe au maire de Valence.

### Élections de 2024
| Candidat                 | Candidat                 | Parti et coalition       | Nuance                   | Premier tour | Premier tour | Second tour | Second tour |
| Candidat                 | Candidat                 | Parti et coalition       | Nuance                   | Voix         | %            | Voix        | %           |
| ------------------------ | ------------------------ | ------------------------ | ------------------------ | ------------ | ------------ | ----------- | ----------- |
|                          | Paul Christophle         | PS (NFP)                 | UG                       | 16 835       | 32,41        | 27 439      | 56,24       |
|                          | Jean-Paul Vallon         | RN                       | RN                       | 16 144       | 31,08        | 21 353      | 43,76       |
|                          | Véronique Pugeat         | LR                       | LR                       | 9 292        | 17,89        |             |             |
|                          | Mireille Clapot          | EC (ENS)                 | ENS                      | 8 635        | 16,62        |             |             |
|                          | Thierry Aoustet          | REC                      | REC                      | 551          | 1,06         |             |             |
|                          | Adèle Kopff              | LO                       | EXG                      | 490          | 0,94         |             |             |
|                          |                          |                          |                          |              |              |             |             |
| Votes valides            | Votes valides            | Votes valides            | Votes valides            | 51 947       | 97,92        | 48 792      | 91,72       |
| Votes blancs             | Votes blancs             | Votes blancs             | Votes blancs             | 751          | 1,42         | 3 443       | 6,47        |
| Votes nuls               | Votes nuls               | Votes nuls               | Votes nuls               | 350          | 0,66         | 959         | 1,80        |
| Total                    | Total                    | Total                    | Total                    | 53 048       | 100          | 53 194      | 100         |
| Abstention               | Abstention               | Abstention               | Abstention               | 24 587       | 31,67        | 24 466      | 31,50       |
| Inscrits / participation | Inscrits / participation | Inscrits / participation | Inscrits / participation | 77 635       | 68,33        | 77 660      | 68,50       |

La suppléante de Paul Christophle est Catherine Vidal, cadre infirmier, de Tain-l'Hermitage.

#### Département de la Drôme
- La fiche de l'INSEE de cette circonscription : « Tableaux et Analyses de la première circonscription de la Drôme », sur insee.fr, site de l'Institut national de la statistique et des études économiques (consulté le 10 juin 2007) [PDF]

- « Tous les députés du département de la Drôme depuis 1789 », sur assemblee-nationale.fr, site de l'Assemblée nationale française (consulté le 10 juin 2007)

- « Informations contentieuses sur le département de la Drôme (Élections législatives de 2002) »(Archive.org • Wikiwix • Archive.is • Google • Que faire ?), sur conseil-constitutionnel.fr, site du Conseil constitutionnel (consulté le 13 juin 2007)

#### Circonscriptions en France
- « Carte des circonscriptions législatives en France », sur assemblee-nationale.fr, site de l'Assemblée nationale française (consulté le 20 juin 2007)

- « Résultats électoraux officiels en France »(Archive.org • Wikiwix • Archive.is • Google • Que faire ?), sur interieur.gouv.fr, site du ministère de l'Intérieur (France) (consulté le 13 juin 2007)

- Description et Atlas des circonscriptions électorales de France sur http://www.atlaspol.com, Atlaspol, site de cartographie géopolitique, consulté le 13 juin 2007.